# Myrmechis drymoglossifolia
Myrmechis drymoglossifolia är en orkidéart som beskrevs av Bunzo Hayata. Myrmechis drymoglossifolia ingår i släktet Myrmechis och familjen orkidéer. Inga underarter finns listade i Catalogue of Life.